# Burger Chef
A Burger Chef era uma cadeia americana de restaurantes de fast food. Começou a operar em 1954 em Indianápolis, Indiana, expandiu-se por todos os Estados Unidos e, no seu auge, em 1973, tinha 1.050 locais, incluindo alguns no Canadá. A cadeia apresentava vários produtos de assinatura, como os hambúrgueres Big Shef e Super Shef.
Em 1982, a General Foods Corporation, proprietária da marca e do nome Burger Chef, se desfez da cadeia de restaurantes, vendendo-a gradualmente aos proprietários da Hardee's. O último restaurante com o nome Burger Chef fechou em 1996.

## História

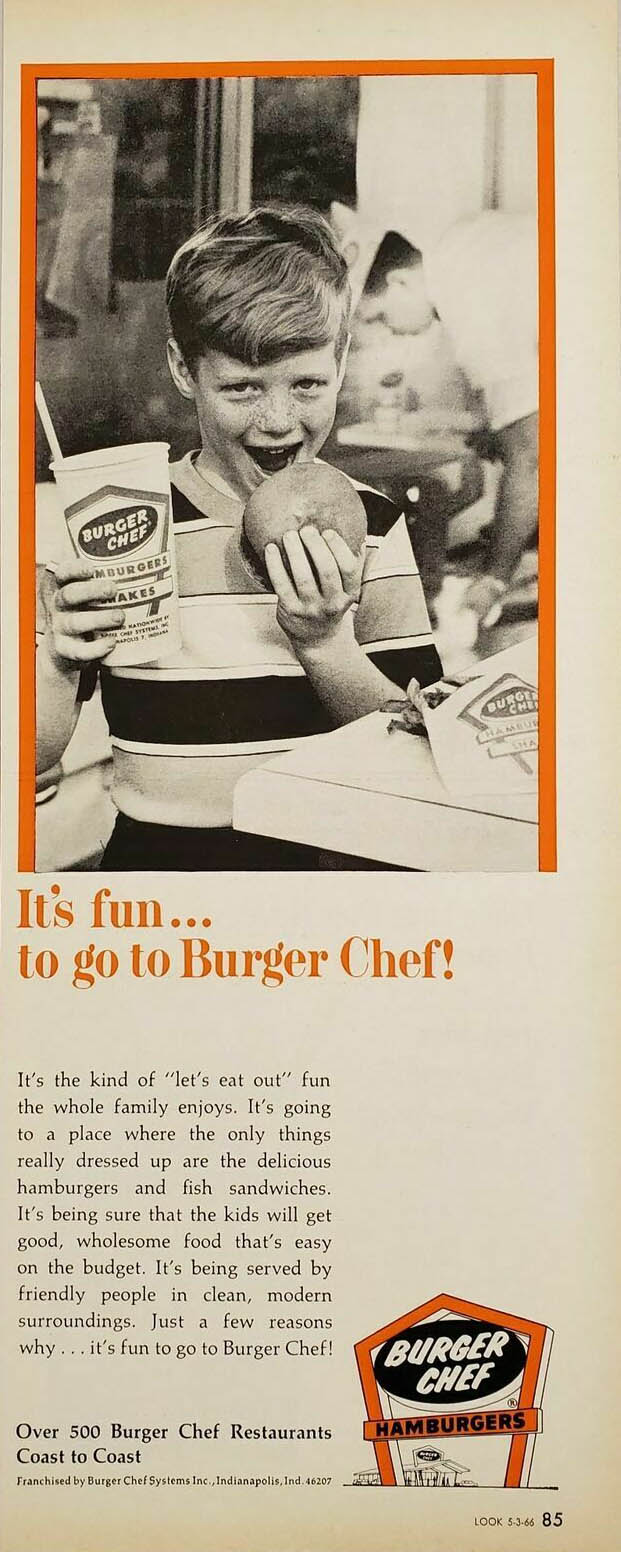
Anúncio do Burger Chef (1966).

Em 1954, Frank e Donald Thomas patentearam o grelhador de chama na sua empresa-mãe, a General Equipment Corporation, e abriram o seu restaurante em Indianápolis, Indiana. Em 1957, eles abriram seu primeiro Burger Chef.
O Burger Chef espalhou-se pelos Estados Unidos, seguindo uma estratégia de abertura de pontos de venda em cidades mais pequenas.
Em 1972, o seu número de estabelecimentos (1.200) era apenas ultrapassado pelo McDonald's (1.600). Ofereciam um hambúrguer duplo, chamado Big Shef, e mais tarde o hambúrguer de um quarto de libra (113 gramas), Super Shef. Posteriormente, acrescentaram o Works Bar, onde os clientes acrescentavam os seus próprios toppings aos hambúrgueres.
Em 1968, a General Foods Corporation comprou a cadeia e continuou a sua rápida expansão. Na altura da compra pela General Foods, a Burger Chef tinha 600 estabelecimentos em 39 estados.
Em 1969, a expansão internacional estava em curso com a General Foods a construir dez estabelecimentos Burger Chef na Austrália. A expansão terminou em 1975 com uma perda de US$ 1,3 milhões (equivalente a US$ 7,36 milhões em 2023). Foi afirmado que os australianos não gostavam do menu limitado de hambúrgueres em comparação com as opções variadas disponíveis nas leitaria. A cadeia tinha duas mascotes: Burger Chef, com a voz de Paul Winchell, e Jeff (o ajudante juvenil do chefe).

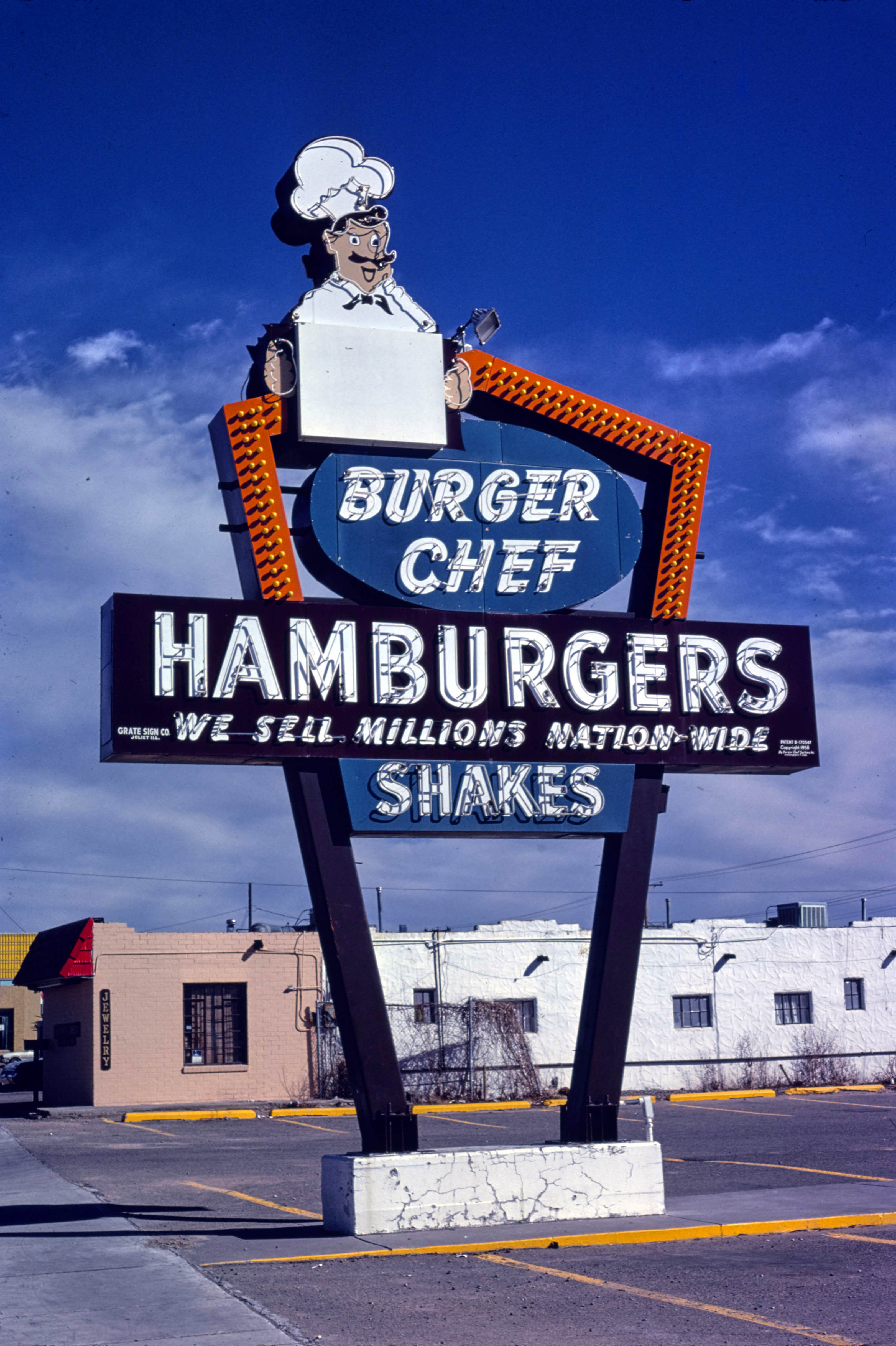
Placa do Burger Chef em Albuquerque, Novo México (1979).

Em 1972, a cadeia introduziu o Funburger, um hambúrguer com uma embalagem que incluía quebra-cabeças e um pequeno brinquedo. No ano seguinte, a cadeia introduziu o Funmeal, a primeira refeição para crianças que incluía um hambúrguer, batatas fritas, uma bebida, uma bolacha e um pequeno brinquedo; com uma embalagem alargada que incluía histórias sobre as aventuras e os amigos do Burger Chef e do Jeff (incluindo o mágico Burgerini, o vampiro Conde Fangburger, o macaco falante Burgerilla e a bruxa Cackleburger), com enigmas e quebra-cabeças. Quando a McDonald's introduziu o seu Happy Meal em 1979, a cadeia processou-a, mas acabou perdendo.
Em 1982, a General Foods vendeu o Burger Chef à empresa canadense Imasco, que também era proprietária da Hardee's, por US$ 44 milhões (equivalente a US$ 138,92 milhões em 2023). A Imasco converteu muitas localizações em restaurantes Hardee's e deixou que as franquias e localizações próximas das localizações Hardee's existentes se convertessem em outras marcas. Os restantes restaurantes que não se converteram em Hardee's ou em novos nomes e marcas simplesmente fecharam.
A Hardee's trouxe de volta o hambúrguer Big Shef por um período limitado em 2001, 2007 e 2014 em algumas localizações do Centro-Oeste.

### Processo de marca registada
Em janeiro de 2007, a River West Brands LLC, de Chicago, Illinois, processou a Hardee's Food Systems no Instituto de Patentes e Marcas dos Estados Unidos, alegando o abandono da marca registada Burger Chef. Em 2009, a River West Brands desistiu do seu pedido de anulação. Ambas as partes concordaram em pagar os honorários dos seus próprios advogados.